# Jindřichovice pod Smrkem
Jindřichovice pod Smrkem là một làng thuộc huyện Liberec, vùng Liberecký, Cộng hòa Séc.